# Прогресс (конструкторское бюро)

Памятник А. Г. Ивченко рядом с ЗМКБ «Прогресс»

«Запорожское машиностроительное конструкторское бюро „Прогресс“ имени академика А. Г. Ивченко» — советское и украинское государственное предприятие, конструкторское бюро, в сферу деятельности которого входит проектирование, изготовление, испытание, доводка, сертификация, постановка на серийное производство и ремонт газотурбинных двигателей авиационного и промышленного применения.
Входит в состав концерна Укроборонпром.
По состоянию на 2013 год авиадвигатели, разработанные ГП «Ивченко-Прогресс», применялись на 59 типах летательных аппаратов в 122 странах мира. Суммарная наработка парка двигателей по состоянию на 2012 год составляла более 2 100 000 часов.
Высокий уровень конструкторских разработок авиационных двигателей предприятия ГП «Ивченко-Прогресс» подтверждён сертификатами Госавиаслужбы Украины, авиационного регистра Межгосударственного авиационного комитета стран СНГ и Bureau Veritas.

## История предприятия
5 мая 1945 года приказом № 193с Народного комиссара авиационной промышленности СССР А. И. Шахурина на авиационном заводе № 478 в г. Запорожье Украинской ССР было создано серийное конструкторское бюро (СКБ). СКБ создавалось как предприятие при заводе, в ведении 8-го Главного управления Наркомата авиационной промышленности (ГУ НКАП). Цель создания данного конструкторского бюро — доводка и освоение в производстве авиационного мотора М-88Б. Основу коллектива нового СКБ составляли специалисты моторного завода № 478. Численность персонала — 57 человек.
В 1946 году, по приказу № 414сс от 1.07.1946 года, на базе СКБ было создано опытное КБ (ОКБ-478) по поршневым моторам средней мощности. Тогда же начальником ОКБ был назначен кадровый конструктор завода А. Г. Ивченко (с 1963 г. ставший генеральным конструктором предприятия). После 1948 года всем созданным в КБ двигателям присваивалось наименование «АИ» (Александр Ивченко).
С марта 1946 года ОКБ-478 — в ведении 8-го ГУ Министерства авиационной промышленности СССР.
ОКБ до 1953 года занималось поршневыми авиадвигателями, затем передав все свои наработки в Воронеж, переквалифицировалась только на разработку ТВД и ТРД.
В соответствии с постановлением Правительства СССР от 30.11.1955 года: «О создании 4-моторного пассажирского самолёта и двигателя для него» в ОКБ-478 началась разработка турбовинтового двигателя АИ-20 для Ил-18.
В соответствии с постановлением СМ СССР № 1417—656 от 18.12.1957 г. по пр. ГКАТ № 5сс от 31.12.1957 г. задана разработка нового двигателя для создаваемого пассажирского самолёта Ан-24, со сроком предъявления на 200-часовые госиспытания во 2-м квартале 1959 год.
По приказу № 20сс от 21.01.1958 года ОКБ было передано в ведение 3-го Управления ГКАТ.
В 1959 году ОКБ-478 было выделено из завода в самостоятельное предприятие.
В 1964 году был образован филиал ОКБ в г. Воронеже, вскоре ставший самостоятельной организацией — ОКБ-254 (для переписки — п/я 100).
В 1966 году ОКБ—478 было переименовано в Запорожское машиностроительное конструкторское бюро (ЗМКБ) «Прогресс» Министерства авиационной промышленности СССР (предприятие п/я 57)
В 1972 году численность персонала предприятия — 3100 человек.
В соответствии с ПСМ № 109-38 от 4.02.1975 г. и по пр. № 141сс от 7.04.1975 г. КБ было поручено создание двигателя Д-136 для вертолёта Ми-26, со сроком предъявления на 300-часовые госиспытания в 1-м квартале 1976 года.
С 1984 по 1987 год Запорожское машиностроительное КБ (ЗМКБ) «Прогресс» в открытой переписке именовалось как «Предприятие Г-4561».
В соответствии с ПСМ № 1254 от 8.12.1990 г. КБ требовалось изготовить в период 1991-95 гг. 7 модифицированных двигателей Д-436Т для создаваемого самолёта Бе-200.
С 1994 года ЗМКБ «Прогресс» носит имя своего первого руководителя — академика А. Г. Ивченко, а с 2004 г. называется ГП «Ивченко-Прогресс».
В 2007 году предприятие вошло в состав концерна «Авиация Украины».

## Продукция предприятия

### Поршневые двигатели
М-26ГР/АИ-26ГР
В 1946 году в ОКБ был создан двигатель М-26ГР (геликоптерный, редукторный) мощностью 500 л. с. Это был первый в мире поршневой двигатель воздушного охлаждения, специально предназначенный для вертолётов. Двигателю присваивается индекс «АИ» (Александр Ивченко) — АИ-26ГР.
Опытный АИ-26ГР и его модификации: АИ-26ГРФ мощностью 550 л. с., АИ-26ГРФЛ мощностью 575 л. с. устанавливались на вертолёты Г-4, Б-5, Б-9, Б-10, Б-11 И. П. Братухина и Як-100 А. С. Яковлева. Всего было изготовлено около 1300 двигателей АИ-26.
Большинство первых советских опытных и серийных вертолётов оснащалось вертолётными поршневыми моторами, спроектированными в Запорожском ОКБ-478.
АИ-10
Начиная с 1947 года в ОКБ приступили к опытным работам по созданию лёгкого мотора АИ-10 мощностью 80 л. с. (5-цилиндровая звезда воздушного охлаждения) для учебно-спортивного самолёта Як-20. Было построено только два опытных самолёта.
АИ-4Г (АИ-4В)
В 1948 году разработан АИ-4Г мощностью 55 л. с. для корабельных вертолётов связи и наблюдения Ка-10. Двигатели выпускались малой серией.
АИ-14
В этом же году создан уникальный двигатель АИ-14. Его самолётный вариант АИ-14Р — 9-цилиндровая звезда воздушного охлаждения с нагнетателем и редуктором мощностью 265 л. с. устанавливался на различные модификации Як-12 и Як-18. Самолёты имели как учебно-тренировочное, так и боевое применение, их серийно выпущено более 12000 в СССР, Польше, Китае. Также этот мотор устанавливался и на самолёт короткого взлёта и посадки Ан-14 «Пчёлка». И по сегодняшний день под маркой М-14 двигатели семейства АИ-14 применяются на лёгких учебно-тренировочных, спортивно-пилотажных, административных и сельскохозяйственных самолётах КБ имени А. С. Яковлева и КБ имени П. О. Сухого и эксплуатируются во многих странах мира. Модификации АИ-14В мощностью от 255 до 280 л. с. устанавливались на корабельные многоцелевые вертолёты Камова Ка-15 и Ка-18. Всего изготовлено 465 вертолётов.
АИ-26В
Особо плодотворной была работа с конструкторским бюро М. Л. Миля. В сжатые сроки был построен и испытан вертолёт Ми-1 с двигателем АИ-26В мощностью 575 л. с., разработанный в 1953 году. Вертолёт имел более десятка модификаций и имел широкое как гражданское, так и военное применение. Строился в двух странах: СССР и Польше общим количеством 2700 единиц.

### Газотурбинные двигатели
ТС-12
С 1953 года ОКБ начинает работы по созданию газотурбинных двигателей. Первой работой в этом направлении была разработка мощного турбостартера ТС-12 для турбовинтового двигателя (ТВД) НК-12, который создавался на Государственном союзном опытном заводе № 276 под руководством Н. Д. Кузнецова. Ими оснащались пассажирские Ту-114 и самолёты военного назначения Ан-22, Ту-95, Ту-126, Ту-142.
ТВ-2Т
Для приобретения опыта по разработке и доводке ГТД из ОКБ Н. Д. Кузнецова был передан ТВД ТВ-2Ф и его документация. В 1954 году на его базе в ОКБ создана модификация ТВ-2Т с максимальной мощностью 6250 э.л. с. для прототипа транспортного самолёта Ан-8 (П). Изготовлена опытная партия — 7 двигателей.
В 1955 году на предприятии разработана ещё одна модификация — ТВ-2ВК с максимальной мощностью 5900 э.л.с с оригинальным редуктором для привода подъёмных и тяговых винтов самого большого в мире винтокрыла Ка-22 конструкции Н. И. Камова. На этом опытном винтокрыле установлены мировые рекорды скоростей и высоты полёта. Двигатели были установлены на первом экземпляре Ка-22.
АИ-20
В 1957 году успешно прошёл государственные испытания одновальный ТВД АИ-20. Двигатель простой по конструкции, технологичный и недорогой в производстве, с высокой эксплуатационной надёжностью. Это первый отечественный ГТД с большим ресурсом. Долгие годы его модификации АИ-20А (четырёх серий), АИ-20Д (пяти серий), АИ-20К, АИ-20М мощностью от 4000 до 5250 э.л. с. успешно эксплуатировались на пассажирских самолётах Ан-10, Ил-18 и самолётах ВВС — Ан-8, Ил-20, Ил-22. Они и сегодня продолжают эксплуатироваться на Ан-12, Ан-32, Бе-12, Ил-38. В процессе эксплуатации на АИ-20М достигнут межремонтный ресурс 8000 часов, назначенный — 22000 часов. Всего было изготовлено около 14000 АИ-20 всех модификаций.
АИ-7
В 1957 году для экспериментального вертолёта В-7(Ми-7) был создан ТРД АИ-7 с максимальной тягой 60 кгс. Два двигателя устанавливались на концы двухлопастного винта и винт раскручивался их реактивной тягой. В 1959 году работы по созданию АИ-7 прекращены в связи с закрытием темы по вертолёту В-7.
АИ-24
В 1958 году разработан ТВД АИ-24 мощностью 2550 э.л. с., в основу которого был положен опыт конструирования ТВД АИ-20 и использован прогрессивный метод моделирования. Его модификации эксплуатируются на пассажирских самолётах Ан-24 и специального назначения Ан-26, Ан-30. Всего было выпущено 11750 двигателей АИ-24.
АИ-25
С начала 1960-х годов ОКБ ведёт разработку двухконтурных ГТД. Двухвальный ТРДД АИ-25 максимальной тягой 1500 кгс для пассажирского самолёта Як-40 был создан в 1965 году. Он также эксплуатировался на сельскохозяйственном самолёте М-15 (Польша). Серийно выпущено 6325 двигателей. Для выпускаемого в Чехии УТС L-39 в 1973 году была создана модификация АИ-25ТЛ с тягой 1720 кгс. Двигатель разработан на базе ТРДД АИ-25 с удлинённой выхлопной трубой, охлаждаемыми рабочими лопатки ТВД и маслосистемой, обеспечивающей работу подшипников в условиях перевёрнутого полёта. Серийно выпущено более 5000 двигателей. На сегодняшний день около 2650 АИ-25ТЛ эксплуатируются в 37 странах мира и имеют как учебно-тренировочное, так и боевое применение. Модификация двигателя АИ-25ТЛ 300.11 используется на беспилотных летательных аппаратах, АИ-25ТЛК устанавливается на китайский УТС JL-8.
Д-36
В 1971 году для пассажирского самолёта Як-42 спроектирован первый в СССР ТРДД с большой степенью двухконтурности Д-36, его максимальная тяга 6500 кгс. Конструкция двигателя также впервые в СССР выполнена по трёхвальной схеме с широким применением титана и прогрессивных конструкторских, технологических и металлургических новинок. Впервые в отечественном двигателестроении двигатель выполнен по модульной схеме. Модификации этого двигателя успешно эксплуатируются на военно-транспортных и многоцелевых самолётах Ан-72, Ан-74, а также на пассажирском Ан-74ТК-300. Серийно изготовлено около 1700 двигателей и в настоящий момент в эксплуатации находятся свыше 700 двигателей.
Д-136
В середине 1970-х годов на базе Д-36 был создан турбовальный двигатель Д-136 мощностью 11 400 л. с. для самого грузоподъёмного в мире военно-транспортного вертолёта Ми-26. Изготовлено 945 двигателей и в эксплуатации находится 400 двигателей.
ДВ-2
В рамках военно-технического сотрудничества стран-членов СЭВ в 1984 году спроектирован новый ТРДД ДВ-2 максимальной тягой 2200 кгс для УТС L-59 чешского производства. С 1991 года двигатель серийно выпускается в Словакии.
Д-18Т
В первой половине 1980-х годов основные усилия предприятия были направлены на создание ТРДД сверхвысокой тяги для стратегического военно-транспортного самолёта Ан-124 «Руслан». Был создан мощный, высокоэффективный двигатель Д-18Т с тягой 23430 кгс. Он также установлен и на «Ан-225». В 1984 году двигатель был освоен в производстве на ОАО «Мотор Сич». Серийно изготовлен 251 двигатель, в эксплуатации находится 175.
Д-436
Семейство авиационных двигателей, созданных на основе Д-36. Предназначены для пассажирских и транспортных самолётов малой и средней дальности полёта (Ту-334, Ан-148, Ан-158, Бе-200).

### Турбовентиляторные (турбореактивные двухконтурные)
- АИ-22 предназначен для применения на пассажирских самолётах Ту-324, Як-48
- АИ-25 установлен на сельскохозяйственный самолёт WSK-Mielec M-15 Belphegor (Польша), пассажирский самолёт для местных авиалиний Як-40. Самолёты успешно эксплуатируются на линиях малой и средней протяжённости во многих странах мира. Производится серийно с 1967 г.
- АИ-25ТЛ, АИ-25ТЛК предназначены для установки на учебно-тренировочных и учебно-боевых самолётов, лёгких штурмовиков в классе взлётной массы до 4700 кг. Установлен на учебно-тренировочном самолёте L-39 (АИ-25ТЛК — для самолётов JL-8, K-8J). Производится серийно с 1973 г.
- АИ-25ТЛШ предназначен для учебно-тренировочных и учебно-боевых самолётов, а также адаптирован для установки на лёгкие штурмовики. Установлен на учебно-тренировочном самолёте L-39М, L-39М1. Передан в серийное производство в 2008 г.
- АИ-28 — предназначен для Ан-148, Ан-158, Ан-178.
- АИ-222 (АИ-222-25) — предназначен для установки на самолёты Як-130, а модификация с форсажной камерой АИ-222-25Ф — для китайского Hongdu L-15

### Турбовальные
- Д-18Т предназначен для установки на сверхтяжёлые транспортные самолёты Ан-124 «Руслан» и Ан-225 «Мрия».
- ДВ-2 (РД-35) двигатель ДВ-2 устанавливался на чешских и словацких самолётах L-39MS, а также египетских и тунисских L-59.
- РД-35 применяется в составе двухдвигательной силовой установки учебно-тренировочного самолёта (УТС) Як-130. В качестве базового двигателя для РД-35 принят ТРДД ДВ-2, разработанный для чехословацкого УТС Л-39МС и производимый в Словакии на предприятии «Поважске Строярне». Двигатель РД-35 производится совместно с «Поважске Строярне».
- Д-27 Установлен на Ан-70. Передан в серийное производство в 2014 году.
- Д-36 серии 1 устанавливался на пассажирский самолёт Як-42, Д-36 серии 1А, 2А на транспортных самолётах Ан-72, Д-36 серии 2А, 3А на транспортных самолётах Ан-74, Д-36 серии 4А на конвертируемый самолёт Ан-74ТК-300
- Д-436:
  - Д-436T1 — Устанавливается на ближнемагистральном самолёт Ту-334-100. Передан в серийное производство в 2000 году. Д-436TП устанавливается на самолёт-амфибию Бе-200, Бе-200ЧС. Производится серийно с 2000 г.
  - Д-436-148 устанавливается на региональных пассажирских самолётах Ан-148 и Ан-158 Производится серийно с 2005 г.
  - Д-436-148ФМ предназначен для применения на транспортном самолёте Ан-178.
- АИ-450М/M1/ME установлен на Ми-2М, МСБ-2. Планируется установка на лёгком вертолёте RUMAS-A245 (АVQ) с активной системой спасения. Производится серийно с 2015 г.
- АИ-450 предназначен для лёгких вертолётов и самолётов в классе взлётного веса 1500—4000 кг и может быть использован в составе как двухдвигательных, так и однодвигательных силовых установок летательных аппаратов, например, вертолёт Ка-226.
- Д-136 (и его модификация Д-136-2) устанавливается на крупнейший в мире серийный вертолёт Ми-26, Ми-26Т. Производится серийно с 1978 года.

### Вспомогательные силовые установки (ВСУ)
- АИ-8
- АИ-9
- АИ-450МС для Ан-148

### Другие разработки предприятия
- генератор инертных газов ГиГ-4
- промышленный ГТД АИ-21
- двигатели для буровых установок
- бензопила «Дружба» (1958 год)

## Руководители
В разные годы Запорожским ОКБ руководили выдающиеся отечественные конструкторы авиадвигателей:
- в 1945—1968 — Александр Георгиевич Ивченко
- в 1968—1989 — Владимир Алексеевич Лотарев
- в 1989—2010 — Фёдор Михайлович Муравченко
- с 2010 — Игорь Фёдорович Кравченко[7]

## Награды
- 22 июля 1966 года — Орден Ленина за заслуги в создании, производстве новой техники и успешное выполнение плана 1959—1965 гг.
- 19 сентября 1975 года — Орден Труда (Чехословакия) за многолетнее сотрудничество и братскую помощь в развитии чехословацкой промышленности
- 23 июня 1981 года — Орден Трудового Красного Знамени — за заслуги в создании, производстве и эксплуатации новой авиационной техники